# Comando aeronautica dell'Africa orientale italiana
Il Comando aeronautica per l’Africa orientale era un Comando della Regia Aeronautica nato nel 1935.

## Storia

### Guerra d'Etiopia
Il 1º febbraio 1935 nasce ad Asmara (poi Aeroporto Internazionale di Asmara) il Comando aeronautica per l’Africa orientale al comando di Ferruccio Ranza.
Il Comando ingloba il Comando aviazione dell’Eritrea.
In quel giorno le forze aeree in Eritrea erano:
- il Gruppo misto, con la Squadriglia di Stato maggiore e la Squadriglia di Ro.1 Libica di Asmara;
- il XXV Gruppo di bombardamento con la 8ª Squadriglia e 9ª Squadriglia (in fase di montaggio e spostamento a Mogadiscio);
- la 106ª Squadriglia caccia terrestre arrivata nella colonia il 29 gennaio 1935 (in fase di spostamento a Mogadiscio);

Le forze aeree della Somalia erano la Squadriglia da ricognizione della Somalia su 12 Ro.1, di Mogadiscio e la sezione distaccata all'Aeroporto di Belet Uen.
Dal 5 settembre 1935 il comando passa al Generale di Divisione Aerea Mario Ajmone Cat che aveva come Capo di stato maggiore il Generale di brigata aerea Vittorio Marchesi.

### Africa Orientale Italiana
Dal 15 settembre 1936 il comando passa al Generale di Squadra Aerea Pietro Pinna Parpaglia.
Dal 5 ottobre 1936 il Comando si sposta all'Aeroporto di Addis Abeba-Bole nell'ambito dell'Africa Orientale Italiana.
Dal 4 dicembre 1936 il comando passa ad Aurelio Liotta e dal maggio 1937 a Gennaro Tedeschini Lalli.
Dal dicembre 1939 torna al comando di Pietro Pinna Parpaglia.